# Allium ovalifolium
Allium ovalifolium  (лат.) — вид однодольных растений рода Лук (Allium) семейства Амариллисовые (Amaryllidaceae). Впервые описан австрийским ботаником Генрихом Рафаэлем Эдуардом фон Ганделем-Маццетти в 1923 году.

## Распространение и среда обитания
Эндемик Китая, встречающийся в провинциях Ганьсу, Гуйчжоу, Хубэй, Цинхай, Шэньси, Сычуань и Юньнань.

## Ботаническое описание
Луковичный геофит.
Луковицы полуцилиндрические, одиночные либо сгруппированные; шелуха сетчатая, от серовато-коричневого до чёрно-коричневого оттенка.
Листья формой от ланцетовидно-яйцевидных до продолговато-яйцевидных, заострённые, с зелёными или белыми прожилками.
Соцветие — шаровидный зонтик, несущий большое количество плотно размещённых цветков с белым, реже светло-красным околоцветником.
Цветёт и плодоносит с июля по сентябрь.